# Kfz-Kennzeichen (Kroatien)

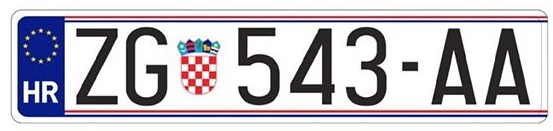
Aktuelles Kennzeichen mit dem offiziellen Eurofeld

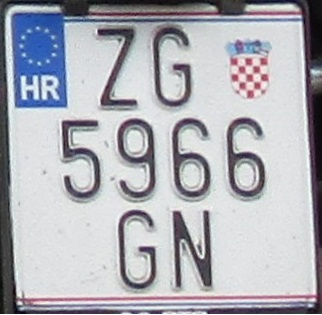
Dreizeiliges Kennzeichen aus Zagreb

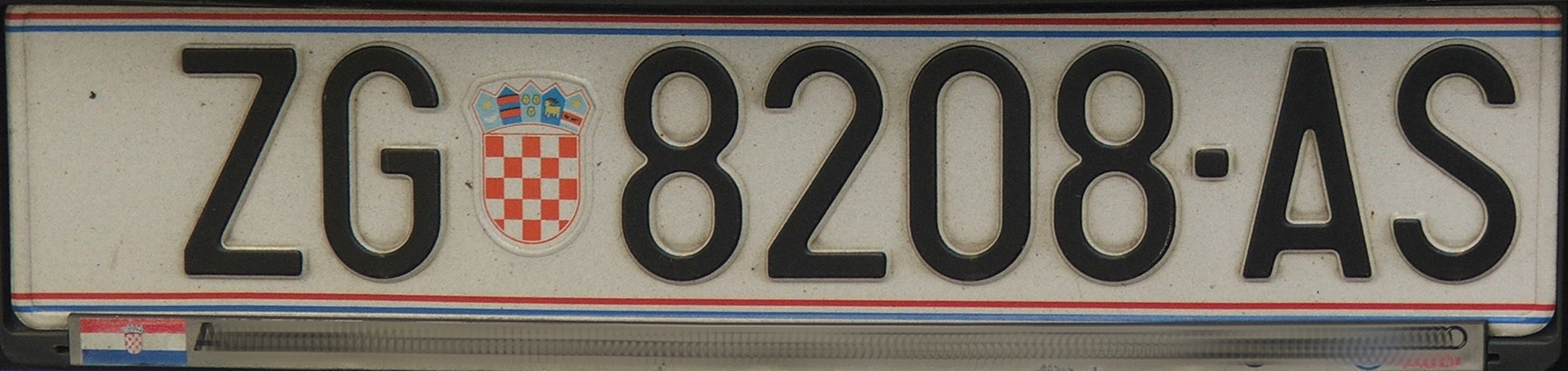
Altes Kennzeichen aus Zagreb

Ein Kfz-Kennzeichen (kroatisch registracijska oznaka oder schlicht registracija) ist in Kroatien für alle Kraftfahrzeuge vorgeschrieben. Das kroatische Kennzeichensystem wurde am 1. Januar 1992 eingeführt und löste die alten jugoslawischen Nummernschilder ab. Das Nationalitätskennzeichen für Kroatien lautet HR (kroatisch Hrvatska ‚Kroatien‘). Unmittelbar nach der Unabhängigkeit Kroatiens tauchten zunächst viele Kleber mit dem Kürzel CRO auf, welches ansonsten als internationale Kennung für Kroatien dient. Dieses Kürzel ist jedoch im Straßenverkehr ungültig. Die kroatische Verwaltung entschied sich für die bereits erwähnte kürzere Kombination HR.
Im Dezember 2013 stellte das kroatische Innenministerium Pläne zur Einführung eines neuen Systems vor. Seit dem 4. Juli 2016 werden die Kennzeichen mit dem offiziellen Eurofeld ausgegeben.

## Aufbau

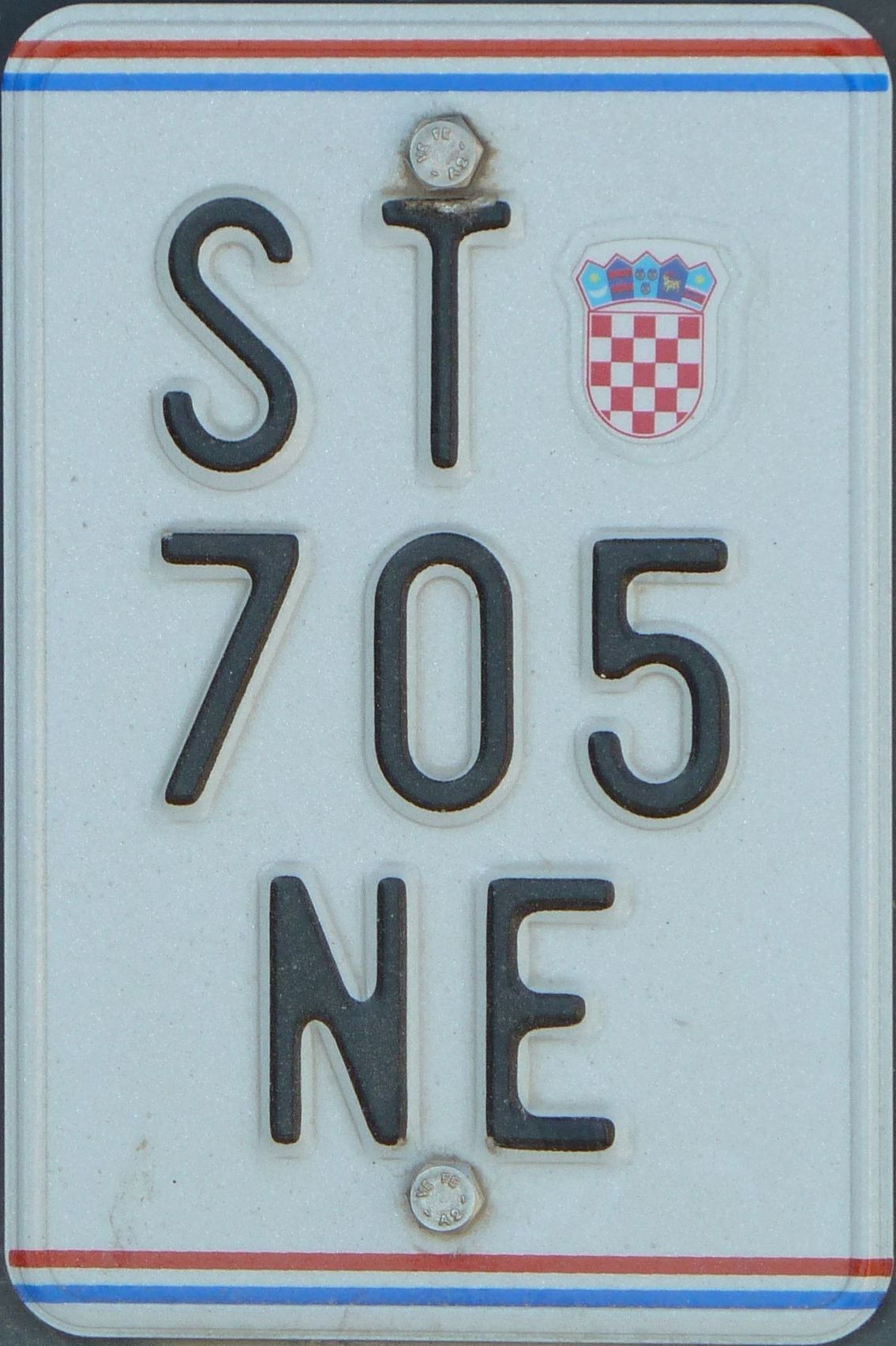
Moped

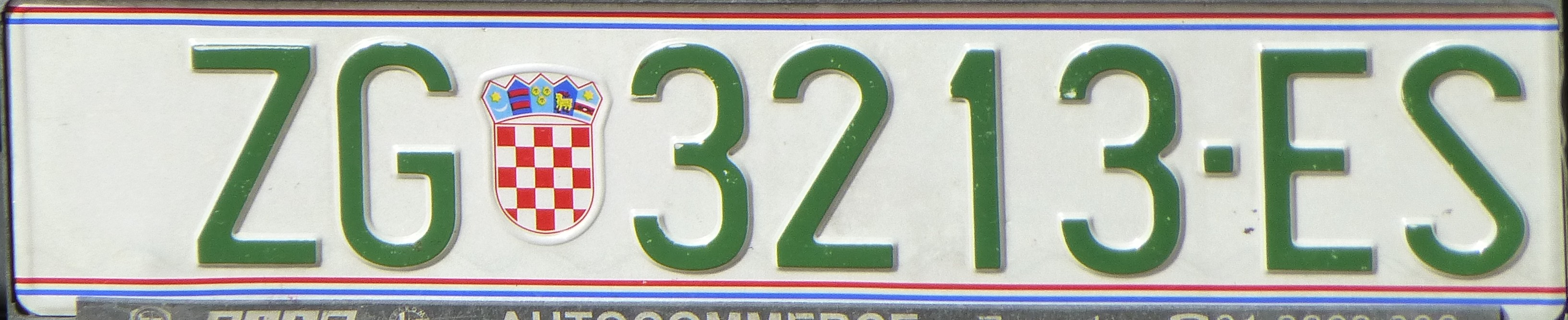
Grünes Kennzeichen

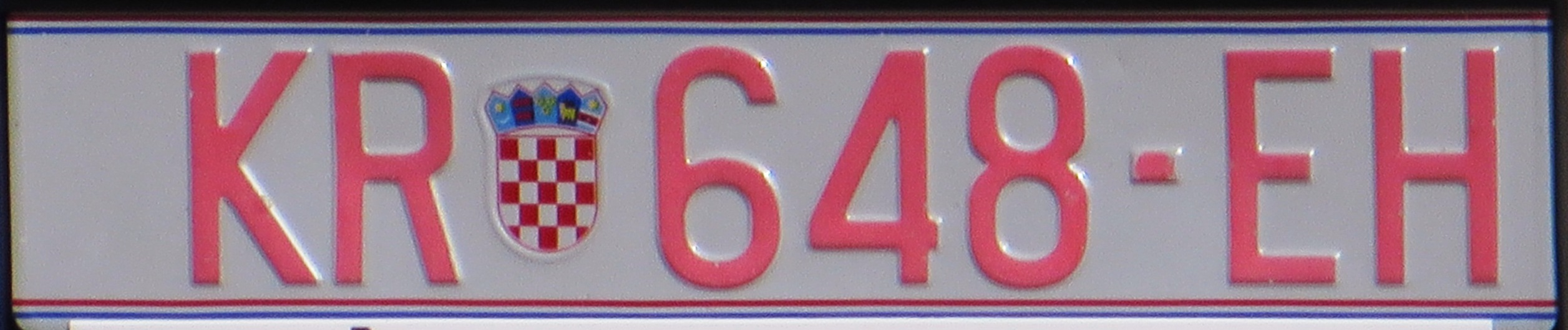
Rotes Kennzeichen

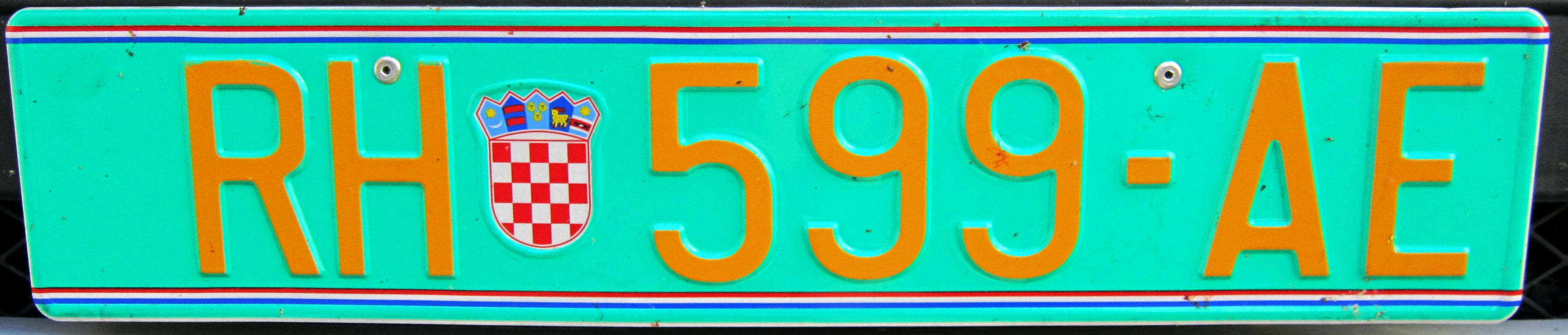
Exportkennzeichen

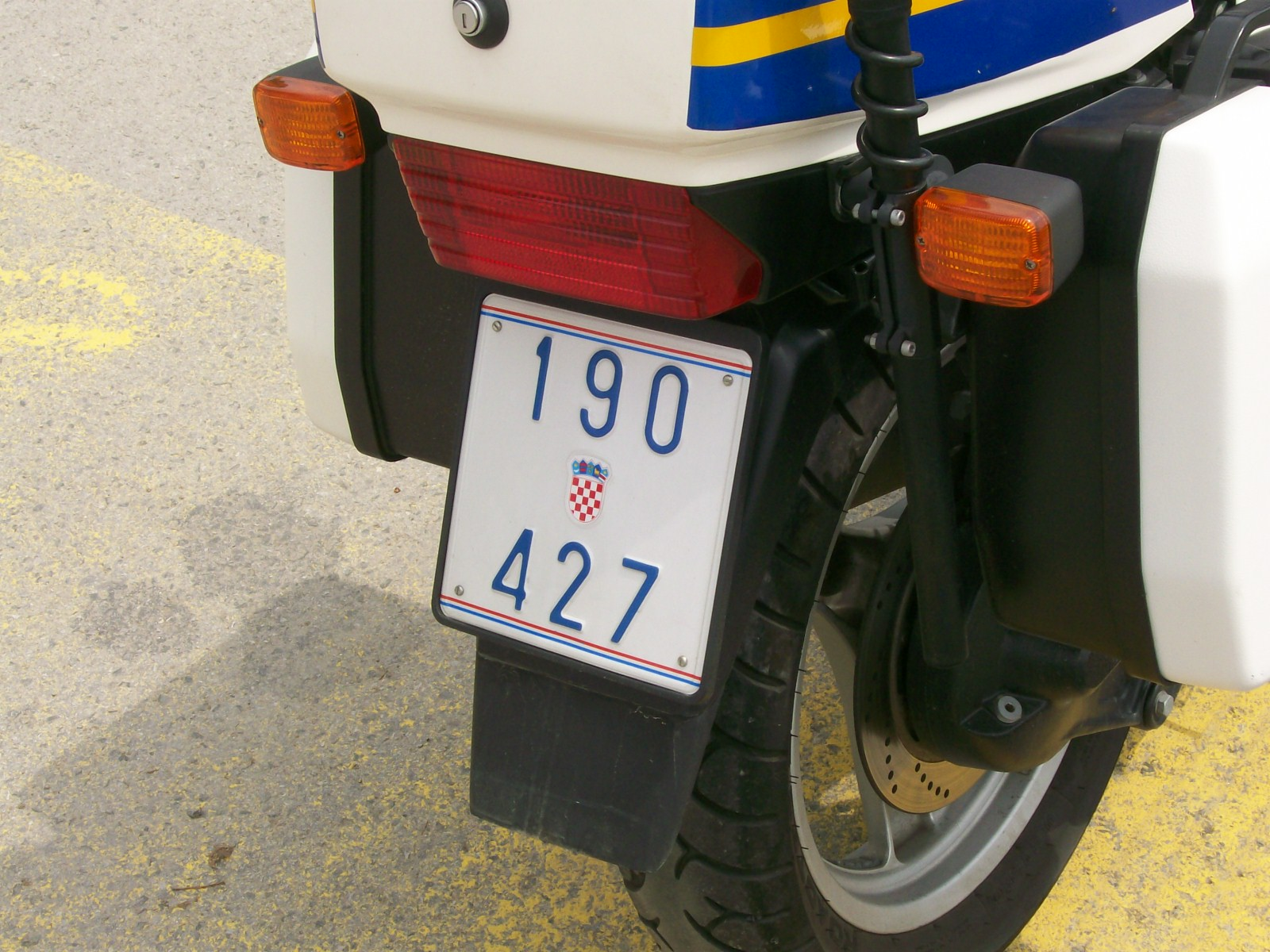
Polizeikennzeichen

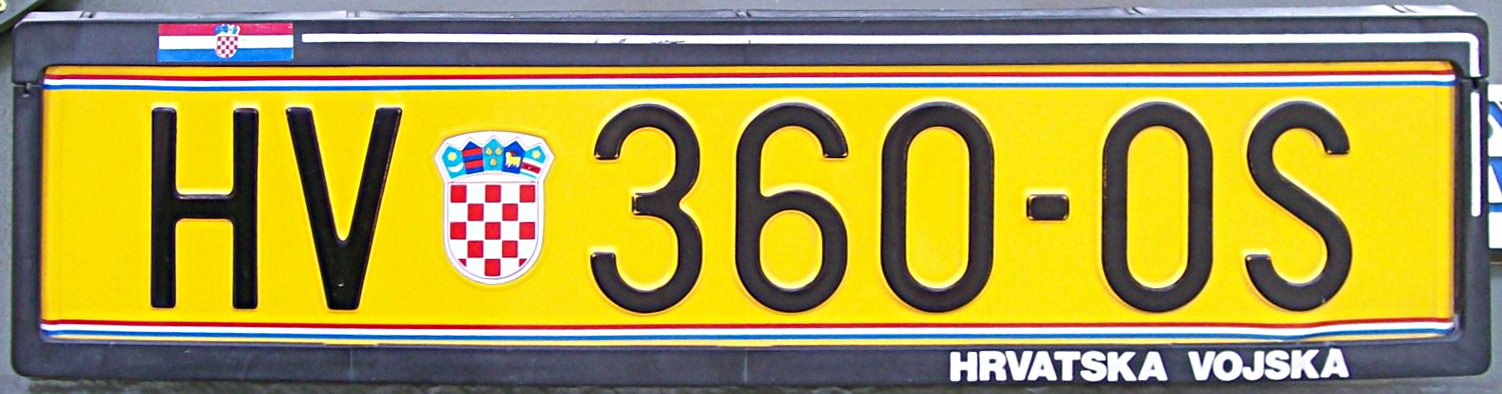
Militärkennzeichen

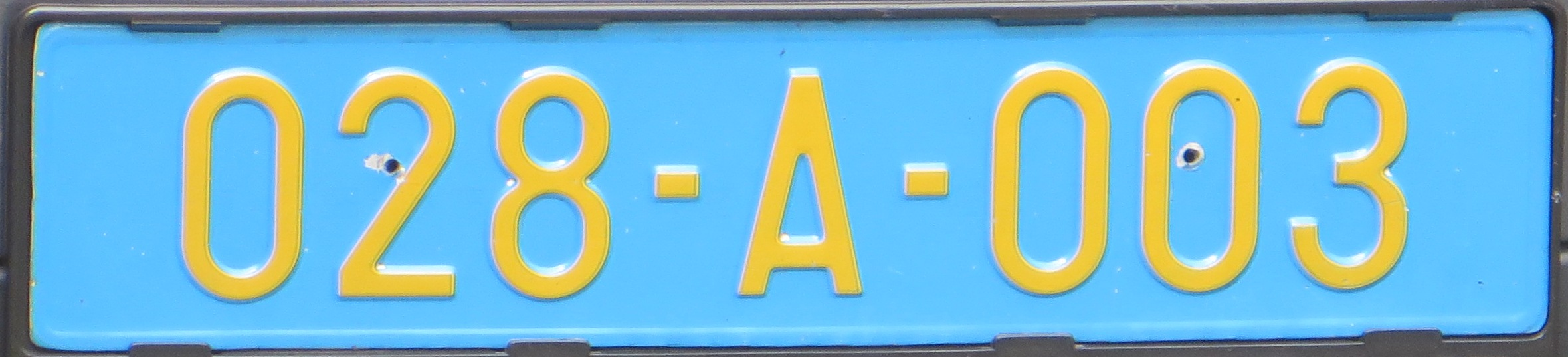
Diplomatenkennzeichen

Kroatische Kennzeichen werden für mehrspurige Fahrzeuge in den Maßen 520 × 110 mm (einzeilig) und 280 × 200 mm (zweizeilig) vergeben. Das Kennzeichen beginnt mit zwei Buchstaben, die die Herkunft angeben, gefolgt vom kroatischen Wappen. Danach stehen drei bis vier Ziffern und nochmals maximal zwei Buchstaben. Folgende Kombinationen sind dabei möglich: AB 123 CD, AB 1234 C und AB 1234 CD. Eingerahmt werden die Kennzeichen am oberen und unteren Rand durch jeweils zwei Bänder in den Farben der kroatischen Nationalflagge. Gegen einen Aufpreis sind auch Wunschkennzeichen möglich, bei denen entweder eine beliebige Kombination innerhalb des Schemas oder aber die gesamte Aufschrift nach dem Regionskürzel frei gewählt werden kann. Eine weitere Besonderheit stellt die Verwendung der Buchstaben Č, Š und Ž dar.

### Zweiräder
Für einspurige Fahrzeuge werden je nach Größe dreizeilige Nummernschilder in den Maßen 200 × 200 mm oder 100 × 150 mm vergeben.

### Grüne Schrift
Kennzeichen für Ausländer, die in Kroatien leben, internationale Organisationen und nur vorübergehend angemeldete Fahrzeuge haben eine grüne Schrift.

### Rote Schrift
Überschreiten Fahrzeuge oder deren Ladung ein bestimmtes Höchstmaß erhalten sie Kennzeichen mit roter Aufschrift. Diese Kennzeichen-Variante wurde aus dem jugoslawischen System übernommen und findet sich heute zum Beispiel auch in Serbien und Nordmazedonien.

### Kennzeichen mit PP und PV
2008 wurden zwei weitere Kennzeichenarten eingeführt. Übertragbare Nummernschilder zeigen nach dem Wappen die Buchstaben PP für prijenosne pločice ‚Wechselkennzeichen‘, historische Fahrzeuge nutzen PV für povijesno vozilo ‚historisches Fahrzeug‘. Es folgen jeweils maximal vier Ziffern.

### Exportkennzeichen
Ebenfalls seit 2008 existieren spezielle Exportkennzeichen mit gelber Schrift auf hellgrünem Grund. Sie beginnen mit den Buchstaben RH für Republika Hrvatska ‚Republik Kroatien‘. Nach dem Wappen folgen maximal vier Ziffern und höchstens zwei Buchstaben.

### Händlerkennzeichen
Nummernschilder für Test- oder Probefahrten sind aus Papier gefertigt und werden meist an der Front- bzw. Heckscheibe angebracht. Sie zeigen links in einen schwarz-weiß karierten Streifen das Wort PROBA. Es folgen Herkunftskürzel, Wappen und fünf Ziffern in zwei Gruppen. Die maximale Gültigkeit beträgt fünf Tage.

### Polizeikennzeichen
Die kroatische Polizei nutzt Schilder, die aus zwei Zahlengruppen à drei Ziffern bestehen. Dazwischen befindet sich das kroatische Wappen. Die Schriftfarbe ist hier dunkelblau, womit die Schildern jenen der nordmazedonischen Polizei ähneln.

### Militärkennzeichen
Kennzeichen der kroatischen Streitkräfte zeigen einen gelben Hintergrund und beginnen mit den Buchstaben HV für kroatisch Hrvatska vojska ‚kroatische Armee‘. Ansonsten gleichen sie im Aufbau den gewöhnlichen Nummernschildern. Schilder der Militärpolizei beginnen ebenfalls mit HV und enden auf VP für kroatisch vojna policija ‚Armeepolizei‘, MP für Military Police oder MC im Falle von Zweirädern.

### Diplomatenkennzeichen
Diplomatenkennzeichen sind besonders auffällig gestaltet. Sie zeigen gelbe Schrift auf hellblauem Grund. Zu Beginn stehen zunächst drei Ziffern, die das Herkunftsland angeben, gefolgt von einem der Buchstaben A (Diplomatisches Korps), C (Konsularisches Korps), E (Wirtschaftsvertretung), M (ausländische Mission) oder P (Presse). Das Schild endet mit nochmals drei Ziffern. Zwischen den Ziffern und dem Buchstaben befinden sich jeweils Bindestriche. Bei zweizeiligen Kennzeichen wird der Buchstabe rechts von den Ziffern in der Mitte des Schildes platziert.

## Geschichte

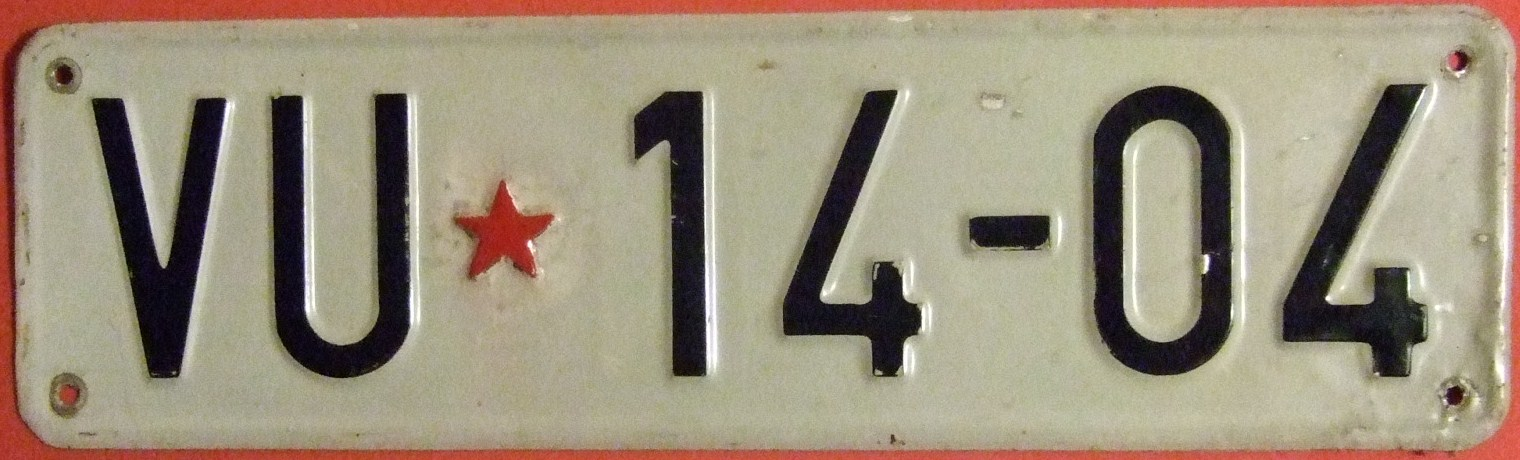
Kennzeichen aus Vukovar 1961–1992

Bis 1918 war das heutige Kroatien Bestandteil Österreich-Ungarns. Die Kennzeichen der Doppelmonarchie zeigten einen Buchstaben in schwarzer (Österreich) oder roter Farbe (Ungarn) und eine fortlaufende Nummer. Das zu Österreich gehörende Dalmatien führte den Buchstaben M, während C für den ungarischen Rest des Landes stand. Nach dem Zerfall Österreich-Ungarns fiel Kroatien an das spätere Jugoslawien und nutzte fortan jugoslawische Nummernschilder. Mit der Reform des Systems 1961 entstanden die teils noch heute genutzten Regionskürzel.

### Sonderfall Krajina

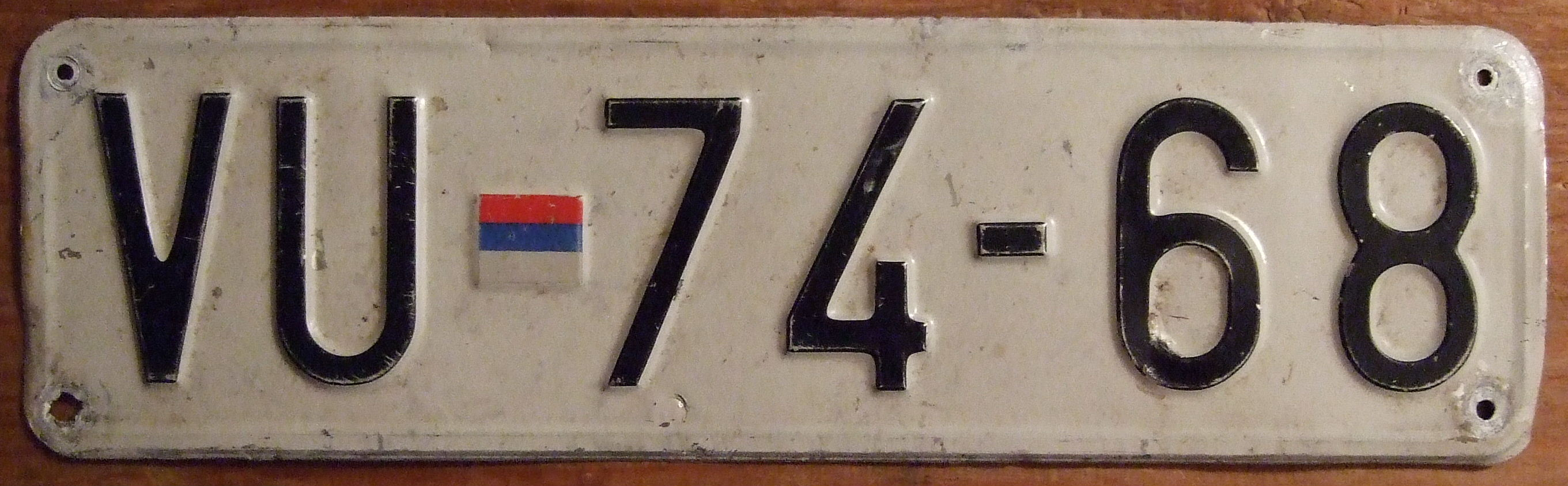
Kennzeichen der ehemaligen RSK aus Vukovar

Während des Kroatienkrieges proklamierte sich 1991 die Republik Serbische Krajina (RSK) auf zirka einem Drittel des Gebiets des heutigen Kroatiens. In diesem von der RSK kontrollierten Gebiet wurden in den frühen 1990er Jahren eigene Kfz-Kennzeichen ausgegeben, die den jugoslawischen bzw. serbisch-montenegrinischen stark ähnelten. Sie zeigten den Regionscode bestehend aus zwei Buchstaben, gefolgt von der stilisierten Flagge der RSK und zwei Zifferngruppen. Mit der Integration der RSK in die Republik Kroatien 1995 wurde auf das kroatische System umgestellt.
Verwendet wurden die Kodes BM (Beli Manastir), GN (Glina), KE (Korenica), KNN (Knin), MK (Markušica), OK (Okučani), VN (Vojnić) und VU (Vukovar).
Militärische Fahrzeuge in der Serbischen Krajina nutzten Kennzeichen, die mit der Flagge und den verkleinerten kyrillischen Buchstaben СВК (SVK, Srpska vojska Krajine ‚Serbische Armee der Krajina‘) darunter begannen. Es folgten ein weiterer kyrillischer Buchstabe sowie vier Ziffern.

## Zulassungsbezirke

Karte von Kroatien

In Kroatien gibt es insgesamt 34 Zulassungsbezirke. Diese richten sich nicht nach der Einteilung in Gespanschaften (von denen es 21 gibt).
| Abk. | abgeleitet von | Städte | Gemeinden |
| ---- | -------------- | --- | --- |
| BJ   | Bjelovar       | Bjelovar, Čazma, Garešnica                                                                                     | Berek, Hercegovac, Ivanska, Kapela, Nova Rača, Rovišće, Severin, Šandrovac, Štefanje, Velika Pisanica, Veliko Trojstvo, Velika Trnovitica, Zrinski Topolovac |
| BM   | Beli Manastir  | Beli Manastir                                                                                                  | Bilje, Čeminac, Darda, Draž, Jagodnjak, Kneževi Vinogradi, Petlovac, Popovac, Batina |
| ČK   | Čakovec        | Čakovec, Mursko Središće, Prelog                                                                               | Belica, Dekanovec, Domašinec, Donja Dubrava, Donji Kraljevec, Donji Vidovec, Goričan, Gornji Mihaljevec, Kotoriba, Mala Subotica, Nedelišće, Orehovica, Podturen, Pribislavec, Selnica, Strahoninec, Sveta Marija, Sveti Juraj na Bregu, Sveti Martin na Muri, Šenkovec, Štrigova, Vratišinec                                         |
| DA   | Daruvar        | Daruvar, Grubišno Polje, Lipik, Pakrac                                                                         | Dežanovac, Đulovac, Končanica, Sirač, Veliki Grđevac |
| DE   | Delnice        | Čabar, Delnice                                                                                                 | Brod Moravice, Fužine, Lokve, Mrkopalj, Ravna Gora, Skrad |
| DJ   | Đakovo         | Đakovo | Drenje, Gorjani, Levanjska Varoš, Punitovci, Satnica Đakovačka, Semeljci, Strizivojna, Trnava, Viškovci |
| DU   | Dubrovnik      | Dubrovnik, Korčula, Metković, Opuzen, Ploče                                                                    | Blato, Dubrovačko Primorje, Janjina, Konavle-Cavtat, Kula Norinska, Lastovo, Lumbarda, Mljet, Orebić, Pojezerje, Slivno, Smokvica, Ston, Trpanj, Vela Luka, Zažablje, Župa Dubrovačka |
| GS   | Gospić         | Gospić, Novalja, Otočac, Senj                                                                                  | Brinje, Donji Lapac, Karlobag, Lovinac, Perušić, Plitivička Jezera, Udbina, Vrhovine |
| IM   | Imotski        | Imotski | Cista Provo, Lokvičići, Lovreć, Podbablje, Proložac, Runovići, Zagvozd, Zmijavci |
| KA   | Karlovac       | Karlovac, Duga Resa, Slunj, Ozalj                                                                              | Barilović, Bosiljevo, Cetingrad, Draganić, Generalski Stol, Krnjak, Lasinja, Netretić, Rakovica, Ribnik, Vojnić, Žakanje |
| KC   | Koprivnica     | Koprivnica, Đurđevac                                                                                           | Drnje, Đelekovec, Ferdinandovac, Gola, Hlebine, Kalinovac, Kloštar Podravski, Koprivnički Bregi, Koprivnički Ivanec, Legrad, Molve, Novigrad Podravski, Novo Virje, Peteranec, Podravske Sesvete, Rasinja, Sokolovac, Virje |
| KR   | Krapina        | Donja Stubica, Klanjec, Krapina, Oroslavje, Pregrada, Zabok, Zlatar                                            | Bedekovčina, Budinščina, Desinić, Đurmanec, Gornja Stubica, Hrašćina, Hum na Sutli, Jesenje, Konjščina, Kraljevec na Sutli, Krapinske Toplice, Kumrovec, Lobor, Mače, Marija Bistrica, Mihovljan, Novi Golubovec, Petrovsko, Radoboj, Stubičke Toplice, Sveti Križ Začretje, Tuhelj, Veliko Trgovišće, Zagorska Sela, Zlatar-Bistrica |
| KT   | Kutina         | Kutina, Novska, Popovaća                                                                                       | Lipovljani, Jasenovac, Velika Ludina |
| KŽ   | Križevci       | Križevci | Gornja Rijeka, Kalnik, Sveti Ivan Žabno, Sveti Petar Orehovec |
| MA   | Makarska       | Makarska, Vrgorac                                                                                              | Baška Voda, Brela, Gradac, Podgora, Tučepi |
| NA   | Našice         | Našice, Donji Miholjac                                                                                         | Donja Motičina, Đurđenovac, Feričanci, Magadenovac, Marijanci, Podravska Moslavina, Podgorač, Viljevo |
| NG   | Nova Gradiška  | Nova Gradiška                                                                                                  | Cernik, Davor, Dragalić, Gornji Bogićevci, Nova Kapela, Okučani, Rešetari, Stara Gradiška, Staro Petrovo Selo, Vrbje |
| OG   | Ogulin         | Ogulin | Josipdol, Plaški, Saborsko, Tounj |
| OS   | Osijek         | Osijek, Belišće, Valpovo                                                                                       | Antunovac, Bizovac, Čepin, Erdut, Ernestinovo, Koška, Petrijevci, Šodolovci, Vladislavci, Vuka, Laslovo |
| PU   | Pula           | Buje, Buzet, Labin, Novigrad, Pazin, Poreč, Pula, Rabac, Rovinj, Umag                                          | Bale, Barban, Brtonigla, Cerovlje, Fažana, Funtana, Gračišće, Grožnjan, Kanfanar, Karojba, Kaštelir-Labinci, Kršan, Lanišće, Ližnjan, Lupoglav, Marčana, Medulin, Motovun, Oprtalj, Pićan, Raša, Sveta Nedelja, Sveti Lovreč, Sveti Petar u Šumi, Svetvinčenat, Tar-Vabriga, Tinjan, Višnjan, Vižinada, Vodnjan, Vrsar, Žminj         |
| PŽ   | Požega         | Požega, Pleternica                                                                                             | Brestovac, Čaglin, Jakšić, Kaptol, Kutjevo, Velika |
| RI   | Rijeka         | Bakar, Cres, Crikvenica, Kastav, Kraljevica, Krk, Mali Lošinj, Novi Vinodolski, Opatija, Rab, Rijeka, Vrbovsko | Baška, Čavle, Dobrinj, Jelenje, Klana, Kostrena, Lopar, Lovran, Malinska-Dubašnica, Matulji, Mošćenička Draga, Omišalj, Punat, Vinodolska Općina, Viškovo, Vrbnik |
| SB   | Slavonski Brod | Slavonski Brod                                                                                                 | Bebrina, Brodski Stupnik, Bukovlje, Donji Andrijevci, Garčin, Gornja Vrba, Gundinci, Klakar, Oprivsavci, Oriovac, Podcrkavlje, Sibinj, Sikirevci, Slavonski Šamac, Velika Kopanica, Vrpolje |
| SK   | Sisak          | Glina, Hrvatska Kostajnica, Sisak, Petrinja                                                                    | Donji Kukuruzari, Dvor, Gvozd, Hrvatska Dubica, Lekenik, Majur, Martinska Ves, Sunja, Topusko |
| SL   | Slatina        | Slatina, Orahovica                                                                                             | Crnac, Čačinci, Čađavica, Mikleuš, Nova Bukovica, Sopje, Voćin, Zdenci |
| ST   | Split          | Hvar, Kaštela, Komiža, Omiš, Sinj, Solin, Split, Stari Grad, Supetar, Trilj, Trogir, Vis, Vrlika               | Bol, Dicmo, Dugi Rat, Dugopolje, Hrvace, Jelsa, Klis, Lećevica, Marina, Milna, Muć, Nerežišća, Okrug, Otok, Podstrana, Postira, Prgomet, Primorski Dolac, Pučišća, Seget, Selca, Sućuraj, Sumartin, Sutivan, Šestanovac, Šolta, Zadvarje                                                                                              |
| ŠI   | Šibenik        | Drniš, Knin, Skradin, Šibenik, Vodice                                                                          | Bilice, Biskupija, Civljane, Ervenik, Kijevo, Kistanje, Murter, Promina, Pirovac, Primošten, Rogoznica, Ružić, Tisno, Tribunj, Unešić, Lepenica, Boraja, Bratski Dolac, Spahije, Dubrava |
| VK   | Vinkovci       | Vinkovci | Andrijaševci, Ivankovo, Jarmina, Markušica, Nijemci, Nuštar, Privlaka, Stari Jankovci, Stari Mikanovci, Tordinci, Vođinci |
| VT   | Virovitica     | Virovitica | Gradina, Lukač, Pitomača, Suhopolje, Špišić Bukovica |
| VU   | Vukovar        | Vukovar, Ilok                                                                                                  | Bogdanovici, Borovo, Lovas, Negoslavci, Tompojevci, Tovarnik, Trpinja |
| VŽ   | Varaždin       | Ivanec, Lepoglava, Ludbreg, Novi Marof, Varaždin, Varaždinske Toplice                                          | Bednja, Breznica, Breznički Hum, Beretinec, Cestica, Donja Voća, Donji Martijanec, Gornji Kneginec, Jalžabet, Klenovnik, Ljubešćica, Mali Bukovec, Maruševec, Petrijanec, Sračinec, Sveti Đurđ, Sveti Ilija, Trnovec, Bartolovečki, Veliki Bukovec, Vidovec, Vinica, Visoko                                                           |
| ZD   | Zadar          | Benkovac, Biograd na Moru, Nin, Obrovac, Pag, Zadar                                                            | Bibinje, Galovac, Gračac, Jasenice, Kali, Kukljica, Lišane Ostrovičke, Novigrad, Pakoštane, Pašman, Polača, Poličnik, Posedarje, Povljana, Preko, Privlaka, Ražanac, Sali, Stankovci, Starigrad-Paklenica, Sukošan, Sveti Filip I Jakov, Škabrnje, Tkon, Vir, Vrsi, Zemunik Donji                                                     |
| ZG   | Zagreb         | Dugo Selo, Ivanić-Grad, Jastrebarsko, Samobor, Sveti Ivan Zelina, Velika Gorica, Vrbovec, Zagreb, Zaprešić     | Bedenica, Bistra, Brckovljani, Brdovec, Dubrava, Dubravica, Farkaševac, Gradec, Jakovlje, Klinča Sela, Krašić, Kloštar Ivanić, Kravarsko, Križ, Luka, Marija Gorica, Orle, Pisarovina, Pokupsko, Preseka, Pušća, Rakovec, Rugvica, Stupnik, Žumberak                                                                                  |
| ŽU   | Županja        | Županja | Babina Greda, Bošnjaci, Cerna, Drenovci, Gradište, Gunja, Štitar, Vrbanja |

### Ehemalige Kennzeichen
| Abk. | Beschreibung                                                                                                  |
| ---- | --- |
| PS   | Podravska Slatina, heute Slatina, SL (bis 2005 in Umlauf)                                                     |
| SI   | im ehemaligen Jugoslawien wurde SI für Sisak verwendet (heute SK zur besseren Unterscheidung von Šibenik, ŠI) |
| SP   | Slavonska Požega, heute Požega, PŽ                                                                            |
| TK   | Titova Korenica, seit 1997 Korenica (wird nicht mehr verwendet, heute Gospić, GS)                             |
| ŽP   | Županja (wird nicht mehr verwendet, heute ŽU)                                                                 |